# Wiązanie chemiczne

Struktura [CrC_{6}H_{3}-2,6-(C_{6}H_{3}-2,6-(CHMe_{2})_{2})_{2}]_{2} z wiązaniem pięciokrotnym

Wiązanie chemiczne – według klasycznej definicji: każde trwałe połączenie dwóch atomów. Wiązania chemiczne powstają w wyniku uwspólnienia dwóch lub większej liczby elektronów pochodzących z jednego lub obu łączących się atomów albo przeskoku jednego lub większej liczby elektronów z jednego atomu na drugi i tym samym utworzenia pary jonowej.

## Wiązania wielokrotne i pojedyncze
Do utworzenia typowego wiązania chemicznego potrzeba minimum dwóch elektronów, zwykle po jednym z każdego łączącego się atomu. Wiązanie tworzone przez dwa elektrony nazywa się wiązaniem pojedynczym. Gdy uczestniczących elektronów jest cztery, mamy do czynienia z wiązaniem podwójnym, które w istocie jest dwoma różnymi wiązaniami łączącymi te same atomy. Gdy dzielonych elektronów jest sześć, mamy do czynienia z wiązaniem potrójnym.
Wiązania pojedyncze, podwójne i potrójne występują dość powszechnie. Znacznie rzadziej spotykane są wiązania o większej krotności, niemniej znane jest kilkaset związków, w których występują wiązania poczwórne. Znane są też nieliczne związki z wiązaniem pięciokrotnym, przykładowo dimer podstawionego terfenylochromu. Ponadto opisano bardzo rzadkie przypadki wiązań sześciokrotnych. Taki rząd wiązań ustalono dla cząsteczek Mo2 i W2 w fazie gazowej.

## Delokalizacja wiązań
Wiele wiązań wielokrotnych jest zdelokalizowanych, to znaczy tworzące je elektrony są uwspólniane przez więcej niż dwa atomy. Delokalizacja ta może przybierać albo formę rezonansu chemicznego, jak ma to miejsce w związkach aromatycznych, albo formę pasm orbitalowych, występujących zwłaszcza w kryształach metali (tzw. wiązanie metaliczne), ale również w niektórych rodzajach polimerów oraz sprzężonych dienów. Występowanie pasm zdelokalizowanych orbitali umożliwia powstanie pasm przewodnictwa, które nadają materiałom cechy przewodników elektrycznych.

## Podział wiązań ze względu na ich naturę
Podział wiązań ze względu na ich naturę wynika z odpowiedzi na pytanie, które w uproszczeniu brzmi:
Gdzie znajdują się elektrony uwspólniane w ramach tych wiązań?
Podział ten jest bardzo nieostry, często dyskusyjny w przypadku wielu związków chemicznych i silnie zależy od przyjętych kryteriów, które są również często dyskutowane i powoli ewoluują. Dokładną naturę wiązań bada się złożonymi metodami fizykochemicznymi, którymi są na przykład rentgenografia strukturalna, EPR, NMR, umożliwiającymi tworzenie „map” gęstości elektronowej występującej wokół jąder atomów tworzących związki chemiczne. Ze względu na to, że wiązania chemiczne są w istocie zjawiskami kwantowymi, pełny opis ich natury i odmian jest możliwy dopiero na poziomie opisu mechaniki kwantowej.

### Wiązanie kowalencyjne niespolaryzowane
Wiązanie kowalencyjne niespolaryzowane powstaje na skutek nakładania się orbitali atomowych obsadzonych pojedynczymi elektronami o przeciwnej orientacji spinu.
Wiązanie to powstaje, gdy różnica elektroujemności wynosi od 0 do 0,4.
Substancje chemiczne, w których przeważa wiązanie kowalencyjne niespolaryzowane, mogą występować w 3 stanach skupienia. Charakteryzują się niskimi temperaturami topnienia i wrzenia, dobrze rozpuszczają się w rozpuszczalnikach niepolarnych (np. chloroform, heksan, benzen), natomiast słabo w rozpuszczalnikach polarnych (np. woda). W stanie ciekłym rozpuszczone w wodzie nie przewodzą prądu. Reakcje z ich udziałem zachodzą powoli i przy małej wydajności.

### Wiązanie kowalencyjne spolaryzowane
Wiązanie kowalencyjne powstaje między dwoma atomami niemetali,
których wzajemna różnica elektroujemności jest mniejsza od 1,7 w skali Paulinga. Granica ta jest bardzo umowna i ma raczej charakter orientacyjny. Elektrony uwspólnione tworzące wiązanie są przesunięte w stronę atomu pierwiastka o większej elektroujemności, co sprawia, że przy tym atomie tworzy się cząstkowy ładunek elektryczny ujemny, natomiast przy atomie o mniejszej elektroujemności tworzy się dodatni. Wiązanie kowalencyjne spolaryzowane ma charakter dipola elektrycznego.
Wiązania kowalencyjne można jeszcze podzielić na zwykłe, w których uwspólnione elektrony pochodzą w równej liczbie od obu atomów (jeśli jeden „daje” trzy elektrony, to drugi też „daje” trzy) oraz na wiązania koordynacyjne, w których tylko jeden atom jest donorem elektronów lub liczba elektronów, które „daje” jeden atom nie jest równa liczbie, którą daje drugi.
Wiązania koordynacyjne mają często dokładnie taki sam charakter jak wiązania kowalencyjne. W wielu związkach, w których z rachunku elektronów wynika, że część wiązań jest formalnie kowalencyjnych, a inna część koordynacyjnych są one w rzeczywistości całkowicie nieodróżnialne, posiadają taką samą geometrię i energię i nie da się praktycznie ustalić, które są które. W wielu związkach chemicznych wiązania koordynacyjne daje się jednak wyraźnie wskazać i mają one pewne szczególne własności, których zwykłe wiązania kowalencyjne nie mogą mieć. Przykładem tego rodzaju wiązań są np. te występujące w π-kompleksach.

### Wiązanie jonowe
Wiązanie jonowe powstaje między dwoma atomami, których wzajemna różnica elektroujemności jest bardzo duża (Δeu ≥ 1,7). Elektrony zamiast się uwspólnić "przeskakują" na stałe do jednego z atomów. W wyniku tego jeden z atomów ma nadmiar ładunku ujemnego i staje się ujemnie naładowanym jonem (anionem) a drugi ma nadmiar ładunku dodatniego i staje się kationem. Oba atomy tworzą parę jonową (+)(-), która trzyma się razem na zasadzie przyciągania ładunków elektrostatycznych i może w sprzyjających warunkach ulegać dysocjacji elektrolitycznej.
Na ogół, aby wiązanie się wytworzyło, różnica elektroujemności musi być większa lub równa 1,7 w skali Paulinga, jednak granica, przy której tworzy się wiązanie jonowe jest bardzo płynna, gdyż zależy ona od wielu różnych czynników. Na przykład we fluorowodorze różnica elektroujemności między fluorem a wodorem wynosi aż 1,8 a mimo to wiązanie F-H ma charakter kowalencyjny spolaryzowany.

### Wiązanie wodorowe
Wiązanie wodorowe formalnie rzecz biorąc nie jest wiązaniem chemicznym, w tym sensie, że nie powstaje ono na skutek wymiany elektronów i jest zwykle dużo mniej trwałe od „prawdziwych” wiązań, jednak ten rodzaj oddziaływania również łączy ze sobą atomy. Wiązanie wodorowe polega na „dzieleniu” między dwoma atomami (np. tlenu) jednego atomu wodoru, tak, że atom wodoru jest częściowo połączony z nimi oboma.
Można to też ująć w ten sposób, że atom wodoru jest powiązany z obydwoma atomami wiązaniami „połówkowymi”, gdyż jedno normalne pojedyncze (czyli dwuelektronowe) wiązanie wodór-inny atom jest dzielone na dwa słabsze „półwiązania” inny atom-wodór i wodór-inny atom.

## Oddziaływania międzycząsteczkowe
Oddziaływania międzycząsteczkowe to inne niż wiązania chemiczne siły wiążące atomy i cząsteczki. Podstawowa różnica między oddziaływaniami międzycząsteczkowymi a wiązaniami chemicznymi, polega na tym, że nie wiążą one atomów na tyle trwale, aby umożliwiało to uznanie powstałych w ten sposób struktur za związki chemiczne w pełnym znaczeniu tego terminu. Granica między oddziaływaniami międzycząsteczkowymi i wiązaniami jest jednak płynna. Na przykład wiązanie wodorowe – jeśli występuje w obrębie jednej cząsteczki jest często traktowane jak słabe wiązanie chemiczne, jeśli jednak wiąże ono dwie lub więcej cząsteczek w duże konglomeraty o zmiennym składzie, można je traktować jako oddziaływanie międzycząsteczkowe. Tworzeniem się tego rodzaju konglomeratów powiązanych rozmaitymi oddziaływaniami międzycząsteczkowymi zajmuje się chemia supramolekularna.